# Richard Ottaway
Richard Geoffrey James Ottaway, né le 24 mai 1945, est un homme politique britannique.